# Cratere Seyfert
Seyfert è un grande cratere lunare di 102,63 km situato nella parte nord-occidentale della faccia nascosta della Luna. Il cratere è dedicato all'astronomo statunitense Carl Keenan Seyfert.